# 渡辺秀
渡辺 秀（わたなべ しゅう、1916年（大正5年）1月15日 - 2000年（平成12年）1月31日）は、日本の倫理学、哲学者。

## 略歴
東京生まれ。1939年東京帝国大学文学部倫理学科卒、上智大学文学部助教授、教授。1987年定年、名誉教授。
2000年1月31日、肺炎のため死去。

## 著書
- 『デカルト精神の自画像 方法叙説解説』（夏目書店） 1948
- 『マリタンと狂気の芸術論』（講談社、哲学研究文庫） 1990

### 共著
- 『国学論』（山本正秀共著、三笠書房、日本歴史全書） 1939

## 翻訳
- 『世界哲学史』（ピエール・デュカセ、串田孫一共訳、白水社、文庫クセジュ） 1953
- 『存在と所有』（ガブリエル・マルセル、広瀬京一郎共訳、理想社） 1957
- 『新しい思考術（心理学）』（ジャン・ギットン、中央出版社） 1959
- 『近代思想とキリスト教哲学』（レイモン・ヴァンクール、ドン・ボスコ社、カトリック全書） 1959
- 『中世哲学史』（エティエンヌ・ジルソン、エンデルレ書店） 1959
- 『イデー 哲学入門』（アラン、白水社、アラン著作集6） 1960
- 『人間の世界 キリスト教哲学要論 第3 行為の善』（ヨハネ・ロッツ, ヨゼフ・デ・フリース、エンデルレ書店） 1961
- 「家族の感情」（アラン、串田孫一共訳、筑摩書房、世界人生論全集11） 1962
- 『ポンペイ最後の日』（ヴルウェー、中央出版社、ユニヴァーサル文庫） 1962
- 『精神のエネルギー』（アンリ・ベルクソン、白水社、ベルグソン全集5） 1965
- 『パンセ 冥想録への誘い』（ブレーズ・パスカル、社会思想社、現代教養文庫） 1966
- 『神を待ちのぞむ』（シモーヌ・ヴェーユ、春秋社、シモーヌ・ヴェーユ著作集4） 1967
- 『宗教論』（アラン、白水社、アラン著作集9） 1981